# 5583 Braunerová
5583 Braunerová là một tiểu hành tinh vành đai chính với chu kỳ quỹ đạo là 1783.1625765 ngày (4.88 năm).
Nó được phát hiện ngày 5 tháng 3 năm 1989.